# Extrapolatie
Extrapolatie is het uitbreiden van een reeks getallen met punten die buiten die reeks liggen (het uitbreiden van de getallenreeks met punten die binnen de reeks liggen, is interpolatie).
Extrapolatie leidt, in tegenstelling tot interpolatie, meestal tot waarden met grotere onzekerheid, als gevolg van de vaak onbekende factoren die de voortzetting bepalen. Een geëxtrapoleerde waarde kan opgevat worden als een voorspelling op basis van bekende gegevens.

## Wiskundige formulering
Stel dat van een onbekende functie f uitsluitend de functiewaarden {\displaystyle f(x_{1}),f(x_{2}),\dots ,f(x_{n})} bekend zijn in de n punten {\displaystyle x_{1}<x_{2}<\cdots <x_{n}}. Bij extrapolatie wordt op grond van deze functiewaarden een schatting gemaakt van de functiewaarde {\displaystyle f(a)}  waarbij a buiten het gebied van de x-waarden ligt waarvoor er functiewaarden bekend zijn, dus voor {\displaystyle a<x_{1}} of {\displaystyle a>x_{n}}. 
Voor extrapolatie zijn diverse technieken mogelijk. Een daarvan is de hieronder behandelde lineaire extrapolatie.

## Enkele voorbeelden

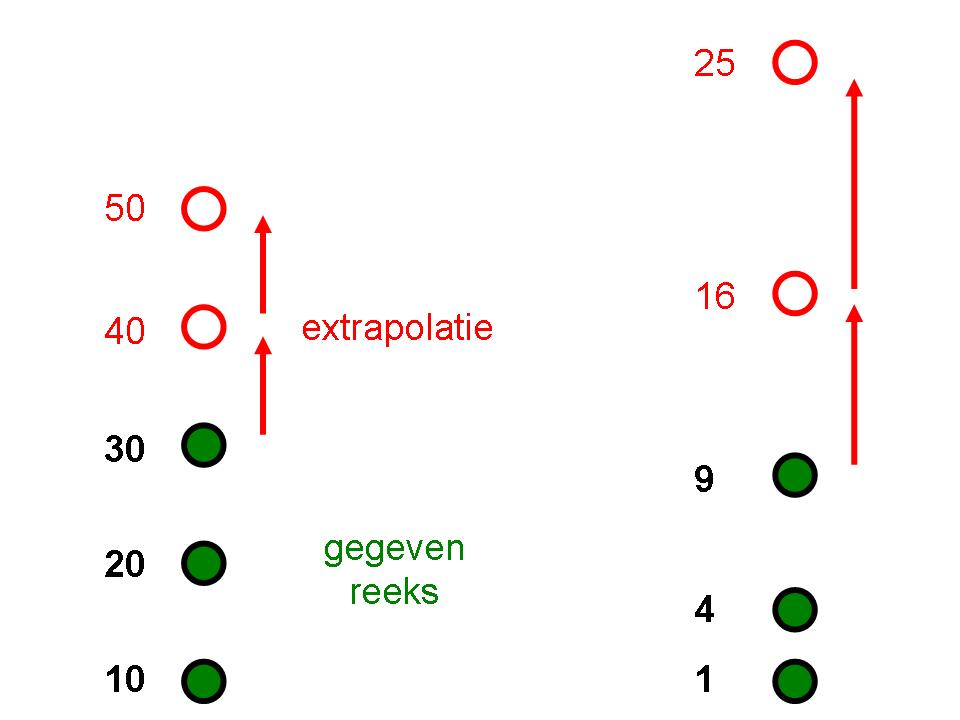
Aanvullen of extrapoleren van een reeks

Een eerste voorbeeld van extrapolatie is het aanvullen van een rij, zoals gebruikt in puzzels of intelligentietesten.
De rij 10, 20, 30, .., .. wordt aangevuld met 40, 50, ervan uitgaande dat het een rekenkundige reeks is.
De rij 1, 4, 9, .., .. wordt geëxtrapoleerd met 16, 25, ervan uitgaande dat het de rij van kwadraten is.

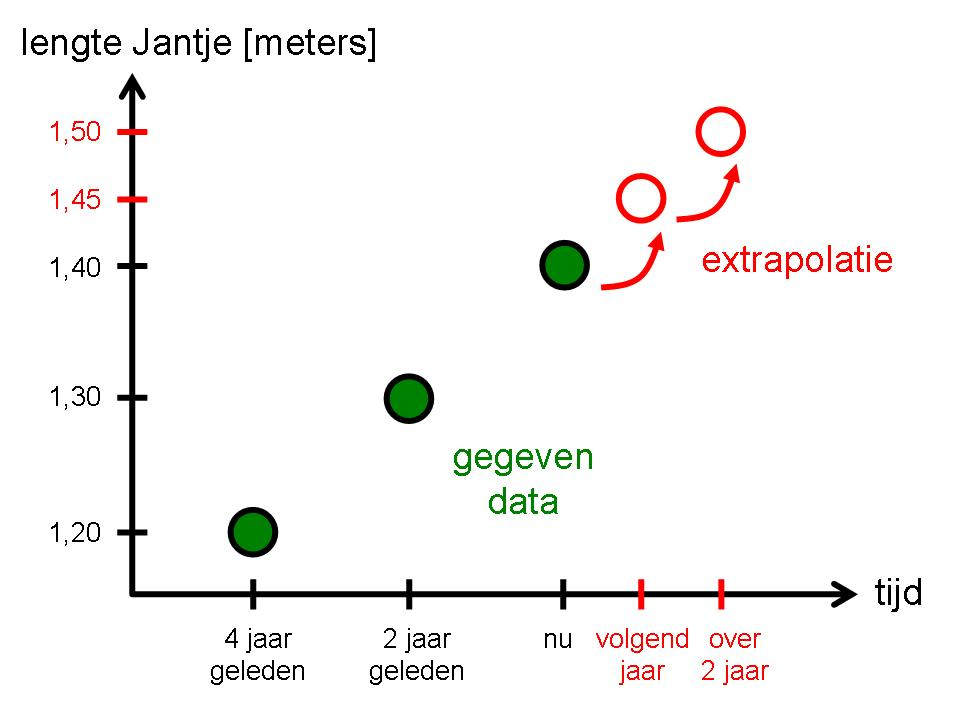
De lengte van Jantje volgend jaar schatten

De onafhankelijke as kan bijvoorbeeld een tijdas zijn: vier jaar geleden was Jantje 1 meter 20 lang, twee jaar geleden was dat 1 meter 30, nu is hij 1 meter 40 lang. Hoe lang is Jantje volgend jaar? De lengte wordt dan geëxtrapoleerd tot 1 meter 50 over twee jaar en dus 1 meter 45 volgend jaar.

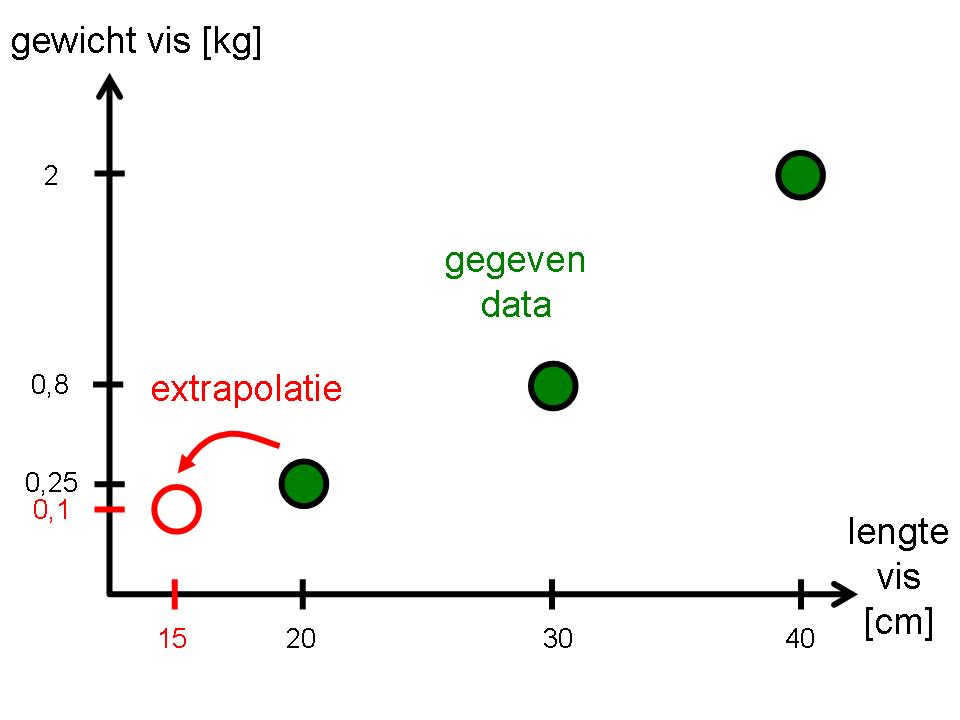
Het gewicht van een kleine vis schatten

Een ander voorbeeld gaat over een net vol vissen. Een vis met een lengte van 40 cm weegt 2 kg. Een andere van 30 cm weegt 0,8 kg en een vis van 20 cm weegt 0,25 kg. Hoeveel zal een vis van 15 cm wegen? Er is blijkbaar geen lineair verband tussen de lengte en het gewicht van de vissen. Er moet dan een aanname gedaan worden over het verband tussen lengte en gewicht om tot een schatting te komen, bijvoorbeeld een extrapolatie van 0,1 kg bij 15 cm.

## De kwaliteit van extrapolatie

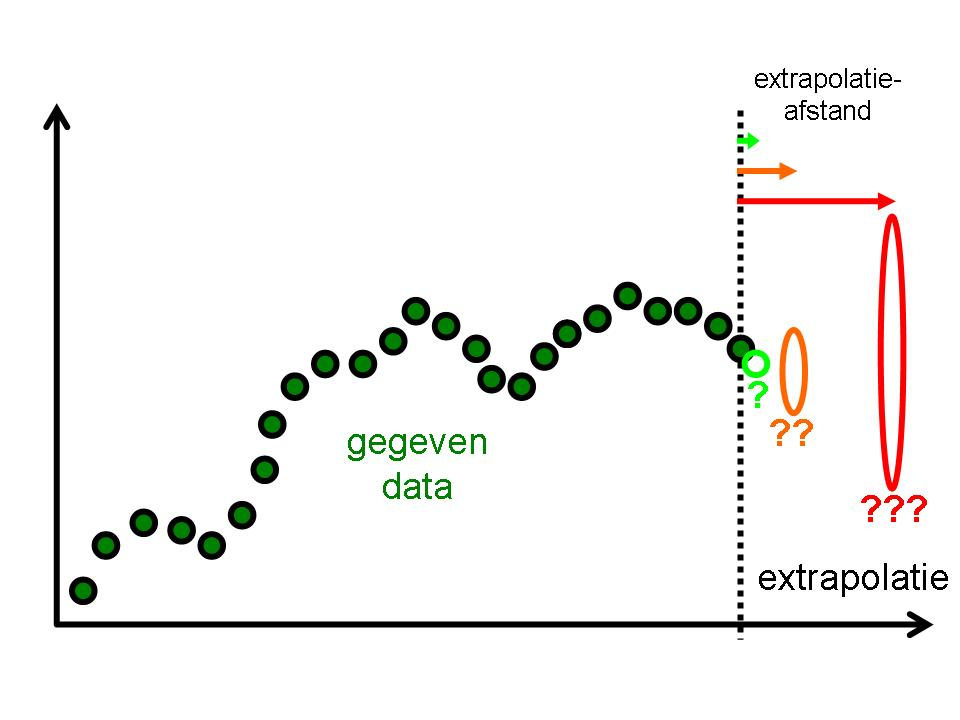
Een kleinere extrapolatieafstand geeft een betere schatting

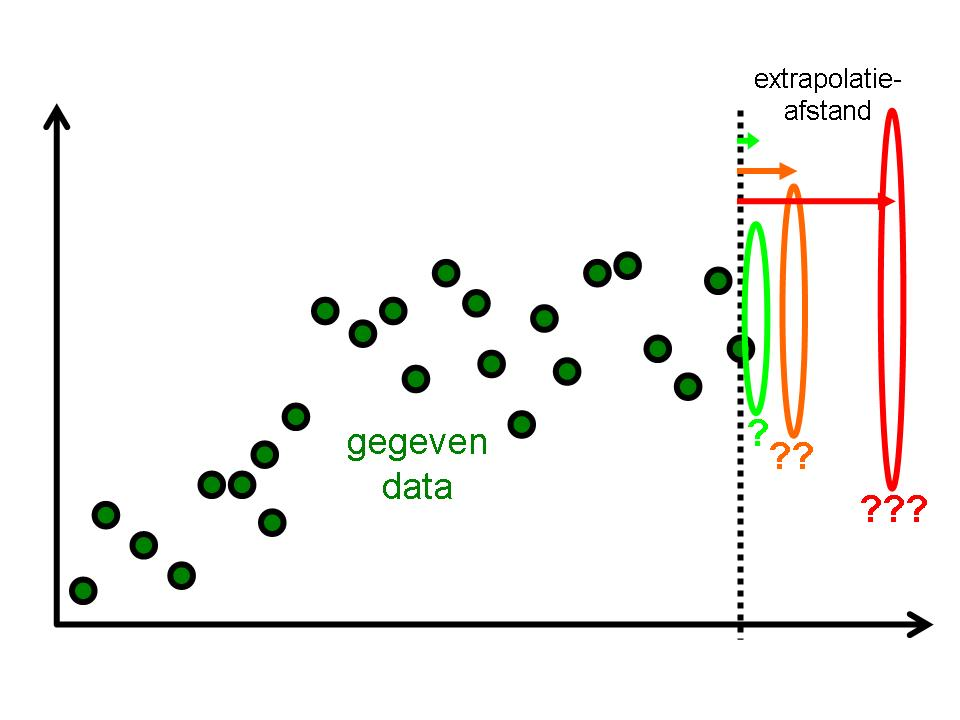
Vergelijk met afbeelding links: minder ruis geeft een betere schatting

De kwaliteit van de extrapolatie is dus sterk afhankelijk van onze kennis of aanname van het wiskundig model dat de meetwaarden verbindt. De absolute kwaliteit van de extrapolatie neemt af als de extrapolatieafstand toeneemt: het schatten van de lengte van Jantje volgende maand is nauwkeuriger dan de schatting van zijn lengte over drie jaar. Vanuit statistisch perspectief is de relatieve onnauwkeurigheid voor elke afstand echter gelijk. Omdat de afstand groter wordt wordt ook de absolute onnauwkeurigheid groter. De kwaliteit van de extrapolatie neemt ook af als de ruis op de meetwaarden groot is: als mijn weegschaal erg onnauwkeurig is, dan wordt het ook moeilijker om een goede voorspelling te doen van het gewicht van de kleine vis, omdat ik al niet precies weet hoe zwaar de grote vissen zijn.

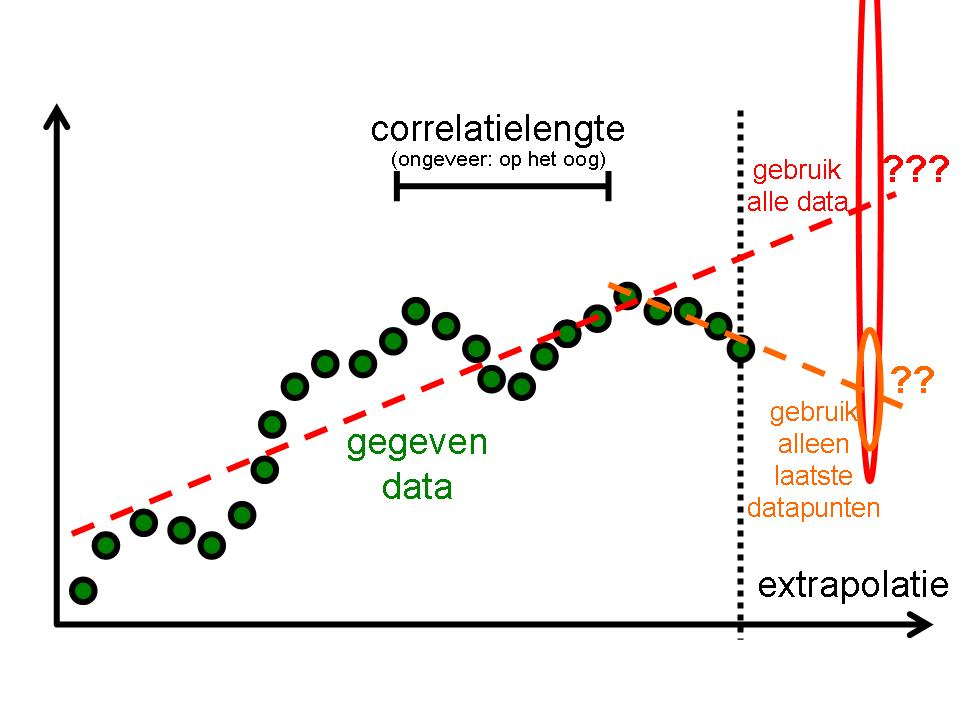
Bij een kleine correlatielengte kun je beter alleen de laatste punten gebruiken voor extrapolatie

Ten slotte is de kwaliteit van de extrapolatie beter als het verband tussen de meetwaarden gladder is (ofwel: als de correlatielengte langer is): het voorspellen van de lengte van Jantje die in de groei is, gaat een stuk beter dan het voorspellen van de beurskoersen die sterk wisselend zijn. Extrapoleren gaat redelijk goed binnen de correlatielengte, slecht daarbuiten. Een extrapolatie kan worden gedaan over de volledige dataset, of alleen over de datapunten die het dichtst bij de te voorspellen waarde liggen. Ook dit is weer afhankelijk van de correlatielengte. Bij een kleine correlatielengte kun je het beste alleen de dichtstbijzijnde datapunten gebruiken.

## Extrapolatiefuncties

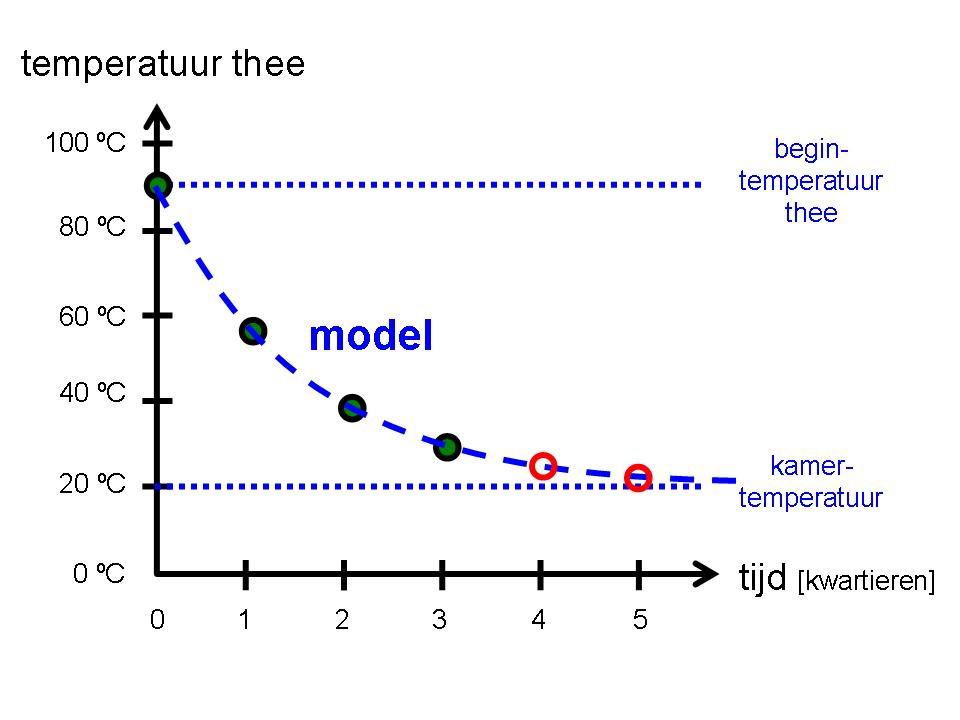
Extrapolatie van de temperatuur van een kop thee met behulp van een model

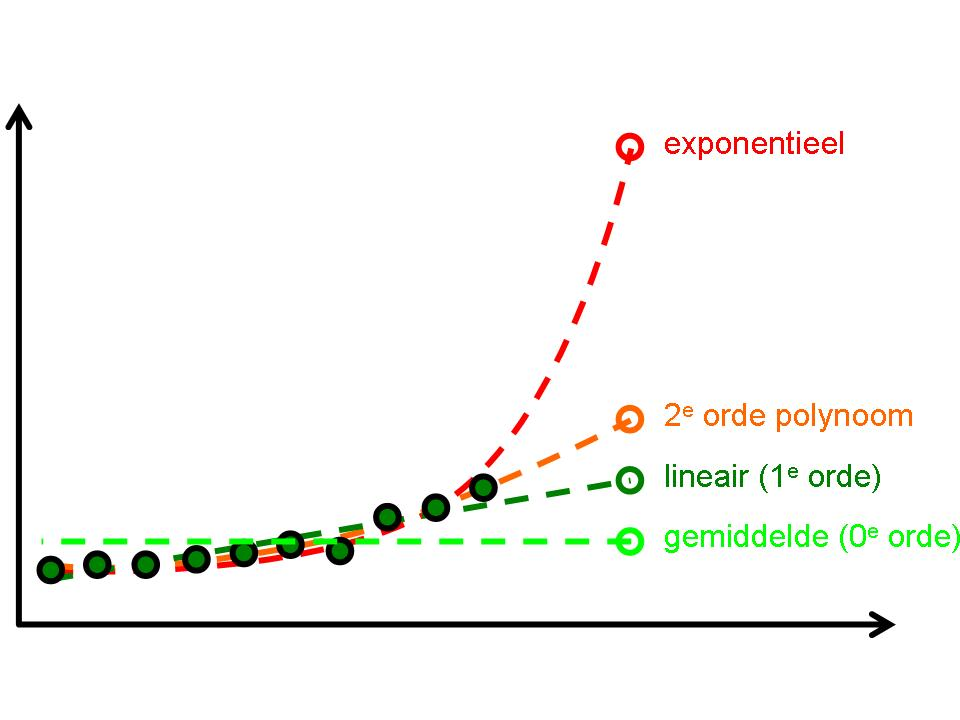
Steile extrapolatiefuncties kunnen de grootste extrapolatiefouten geven

Voorbeelden van extrapolatiefuncties zijn polynomen (nulde, eerste, tweede graads enz). Een ander bekend voorbeeld is een exponentiële functie. Of als je een goed model hebt van het proces waarvan je data wilt extrapoleren, dan is elke functie mogelijk. Een voorbeeld kan zijn de functie T1 + (T2 - T1) * (1 - exp(- tijd / tijdconstante)) voor de temperatuur van een kop thee met temperatuur T1 = 90°C die in een kamer met temperatuur T2 = 20°C afkoelt. Als je geen goed model hebt, dan geldt dat minder steile functies waarschijnlijk een betere extrapolatie opleveren. Dus liever lineaire extrapolatie dan een tweede orde polynoom. En liever een tweede orde polynoom dan een exponentiële functie.
Niet alleen 1-dimensionale datasets kunnen worden geëxtrapoleerd, ook bijvoorbeeld de vorm van een oppervlak (2-dimensionale functie) of een complexe functie (met een imagionair gedeelte) kunnen worden geëxtrapoleerd.